# Sunna Gunnlaugs
Sunna Gunnlaugs, geboren als Sunna Gunnlaugsdóttir (11 mei 1970), is een IJslandse jazzpianiste en componiste.

## Biografie
Gunnlaugs groeide op op het schiereiland Seltjarnarnes, waar ze les kreeg op het thuisorgel en pop- en amusementsmuziek speelde. Via een album van Bill Evans leerde ze de modern jazz kennen. Bij de IJslandse radio had ze een programma met de titel Jazz Gallery New York. In 1993 ging ze naar de Verenigde Staten, waar ze studeerde aan het William Paterson College. In 1996 verhuisde ze naar Brooklyn, waar ze haar debuutalbum Far Far Away opnam met haar trio, waartoe toentertijd de bassist Dan Fabricatore en de drummer Scott McLemore, haar latere echtgenoot, behoorden.
Tijdens de volgende jaren breidde ze haar band uit tot een kwartet met Tony Malaby, dat in 1999 de beide albums Mindful en Songs from Iceland opnam. Later toerde ze met Ohad Talmor, met wie ze in Praag het album Live in Europe opnam, dat in Noord-Amerika goed verkocht. Het album The Dream (met de saxofonist Loren Stillman, met wie ze ook in Europa toerde) plaatste zich in Canada zelfs in de jazz-albumhitlijst op positie 2. De opvolgende cd Long Pair Bond kreeg eveneens zeer goede kritieken.

## Discografie
- 1999: Mindfull (met Tony Malaby, Drew Gress, Scott McLemore)
- 2002: Vagra Feröld (met Kristjana Stefánsdóttir, Sigurdur Flosason, Drew Gress, Scott McLemore)
- 2013: Destilled (met Thorgrimur Jónsson, Scott McLemore)
- 2015: Cielito Lindo (met Thorgrimur Jónsson, Scott McLemore)
- 2016: Unspoken (met Maarten Ornstein)